# Wilhelm Blanke (Architekt)
Johann Wilhelm Blanke (* 10. November 1859 in Bremen; † 26. März 1945 ebenda) war ein deutscher Architekt und Bauunternehmer in Bremen. Viele seiner Bauten stehen auf der Bremer Denkmalliste.

## Biografie
Blanke war der Sohn von Johann Wilhelm Blanke und Catherine Margarethe geb. Feldhusen. Er arbeitete zunächst als Bautechniker. Als Architekt und Bauunternehmer führte er später rund 500 Gebäude in Bremen aus. Sein Unternehmen in der Horner Straße beschäftigte zudem einige Architekten. Seine Hauptschaffenszeit war von 1890 bis 1930. Die Baufirma wurde in den 1930er Jahren aufgelöst. 
Viele Bauten überstanden den Zweiten Weltkrieg und stehen heute unter Denkmalschutz. Zerstört wurde u. a. das Haus Reddersen in Bremen-Horn. Er prägte mit seinen Wohnbauten in der Epoche der Jahrhundertwende Bremen baulich, u. a. im Stil des Neoklassizismus, teils historisierend aber auch mit einigen Jugendstilelementen. Seine Bauherren kamen fast immer aus der Oberschicht, und so baute er vorwiegend im Bremer Stadtteil Schwachhausen. Er betreute 1899/1900 eine umfassende Modernisierung der Gebäude Kohlhökerstraße 52 in Bremen-Mitte.
Blanke starb 1945 im Alter von 85 Jahren in seiner Wohnung in Bremen-Peterswerder. Er war verwitwet von Gesine Henriette Blanke geb. Vagt, die er 1889 in Bremen geheiratet hatte. Seine Grabstätte befindet sich auf dem Riensberger Friedhof (Nr. F0009).

## Gebäude unter Denkmalschutz

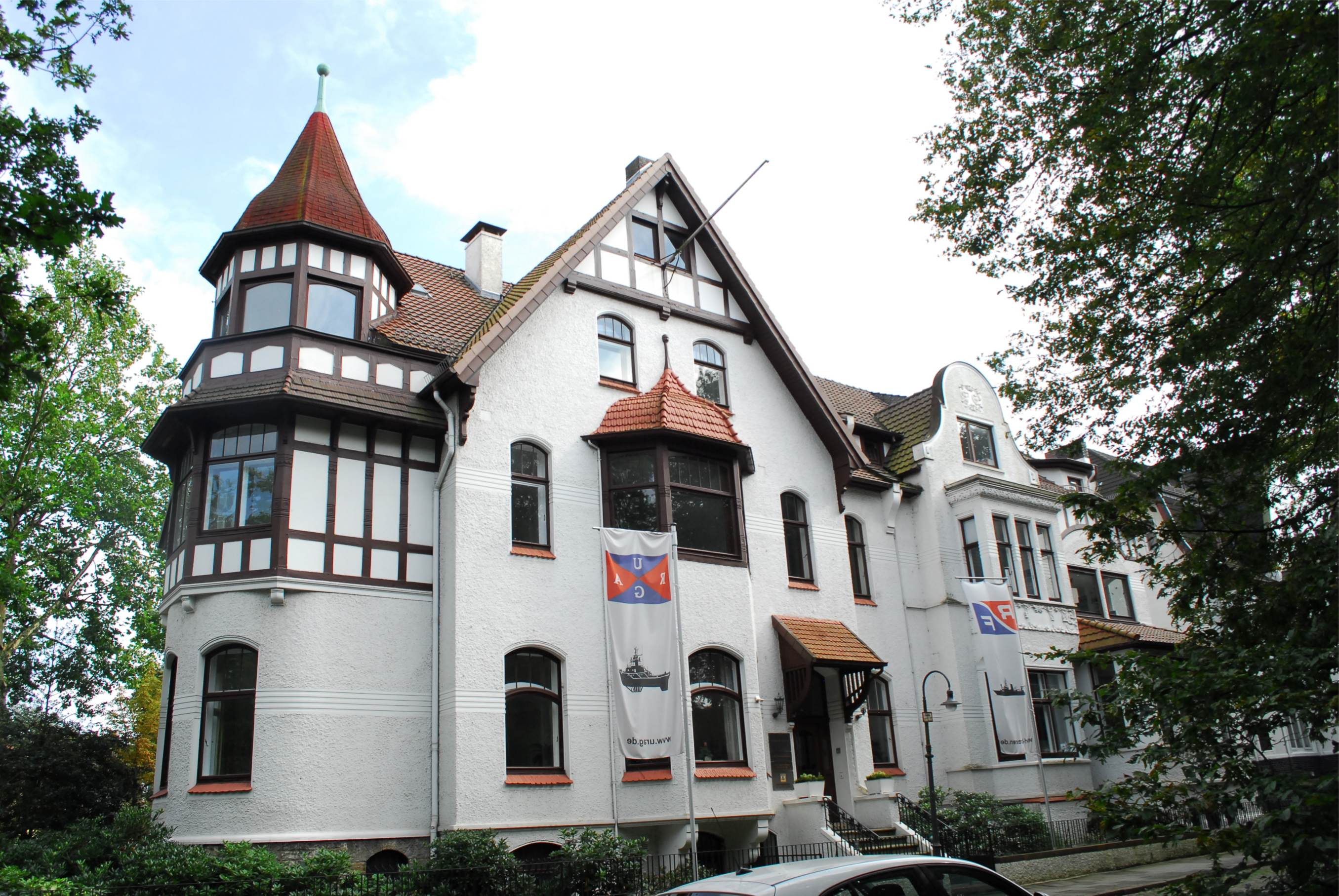
Haus Lürman, Blumenthalstraße 16
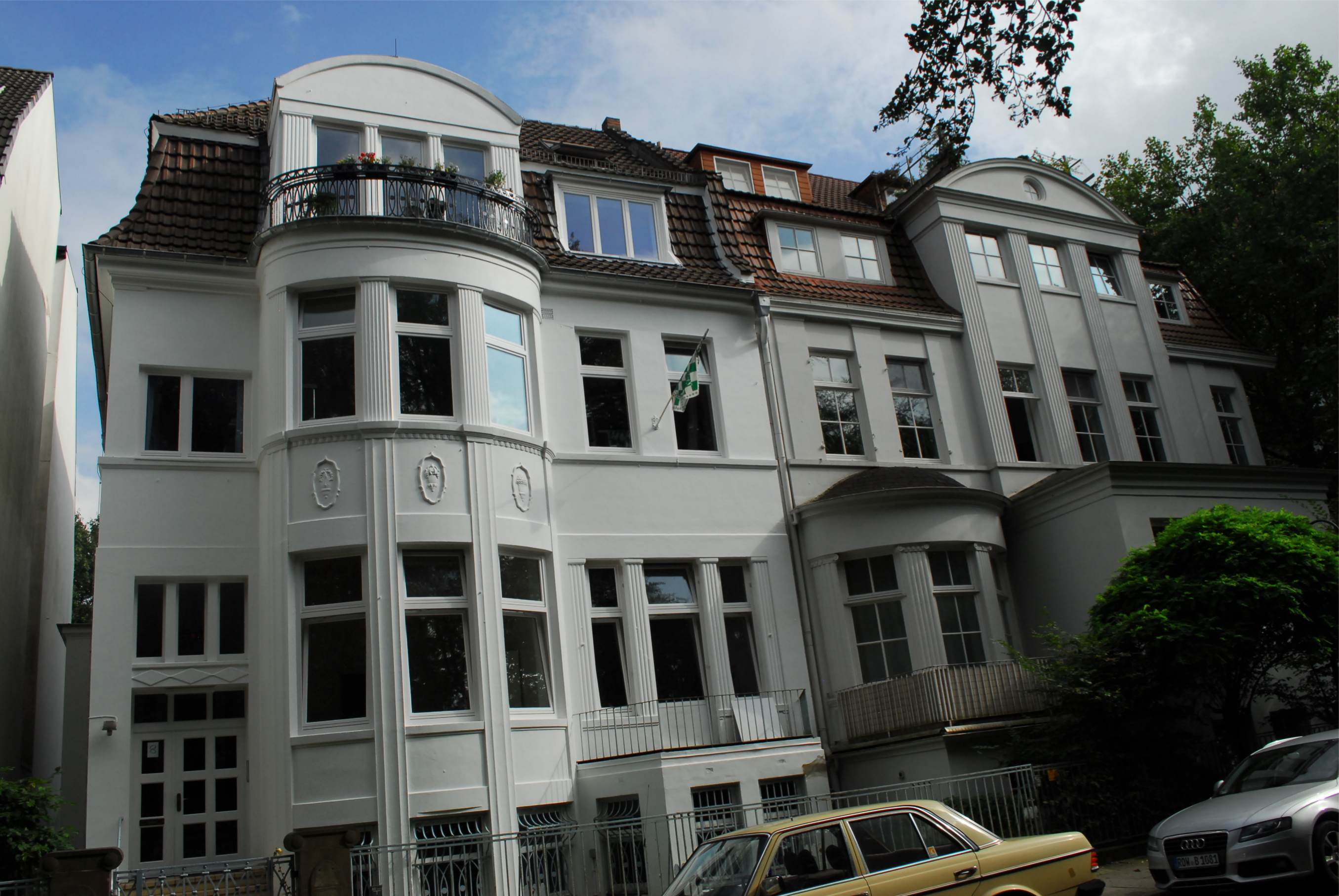
Haus Linck, Blumenthalstraße 8
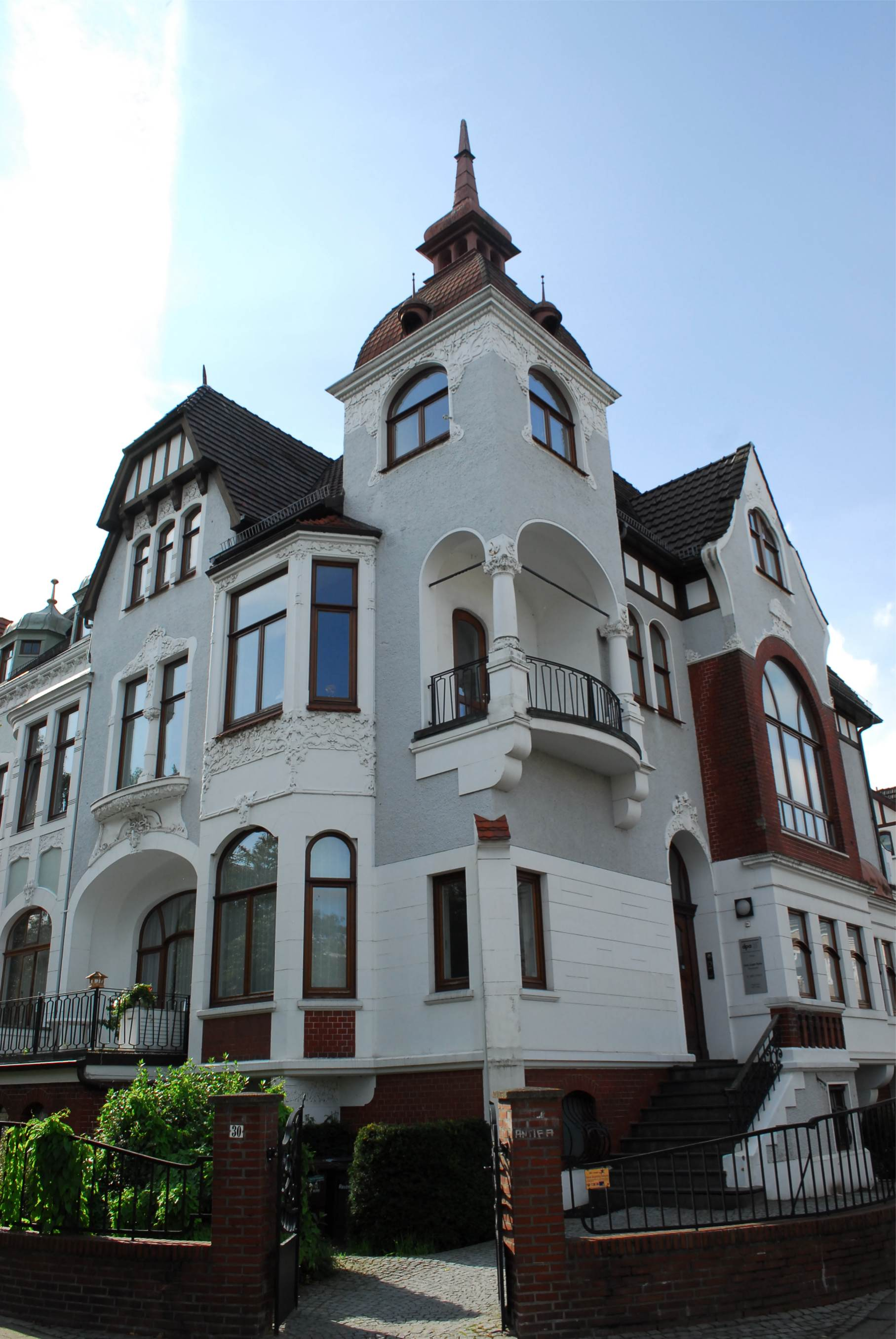
Villa Sowerbutts, Parkallee 30
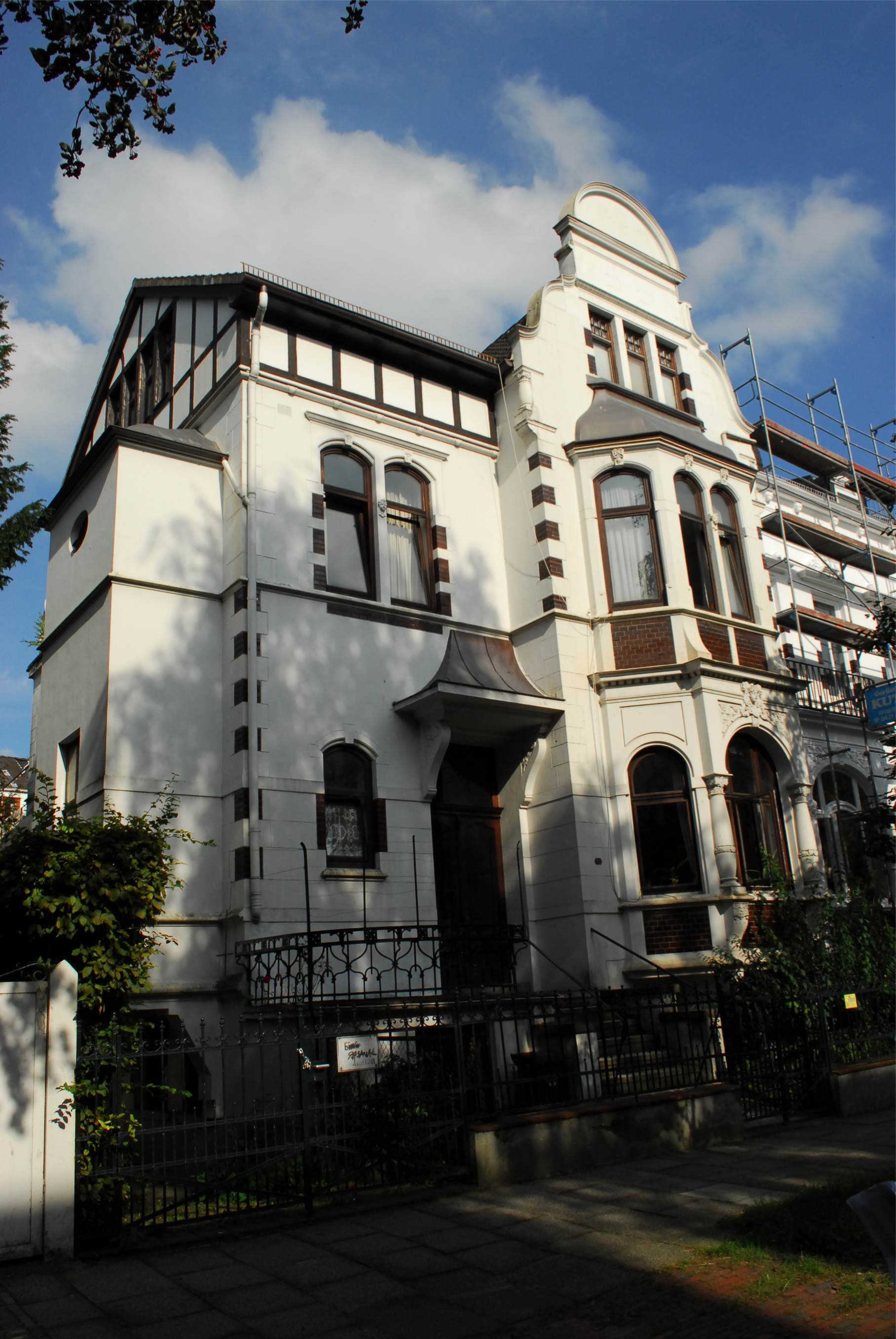
Haus Taaks, Goebenstraße 17
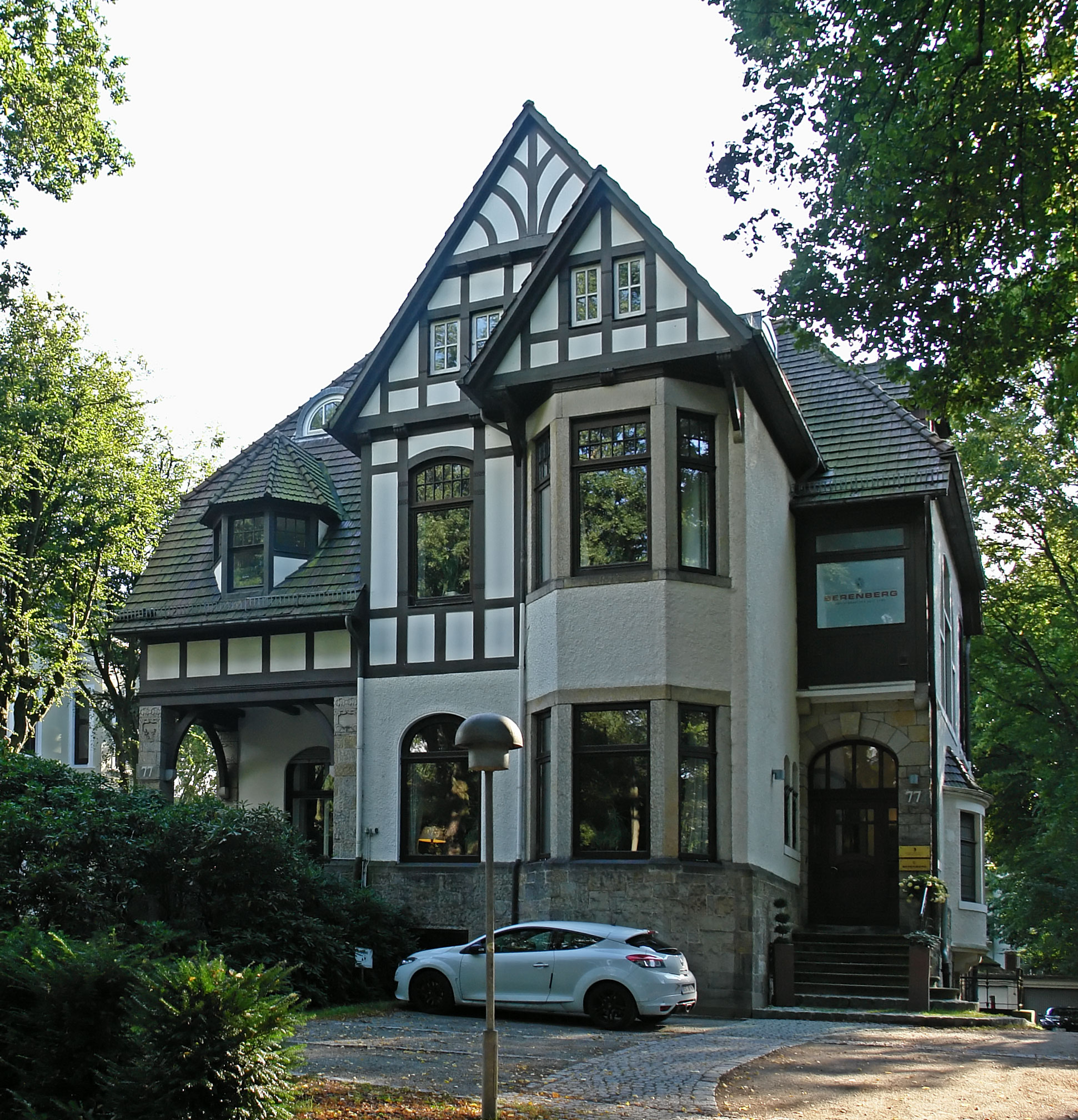
Villa Rocholl, Hollerallee 77
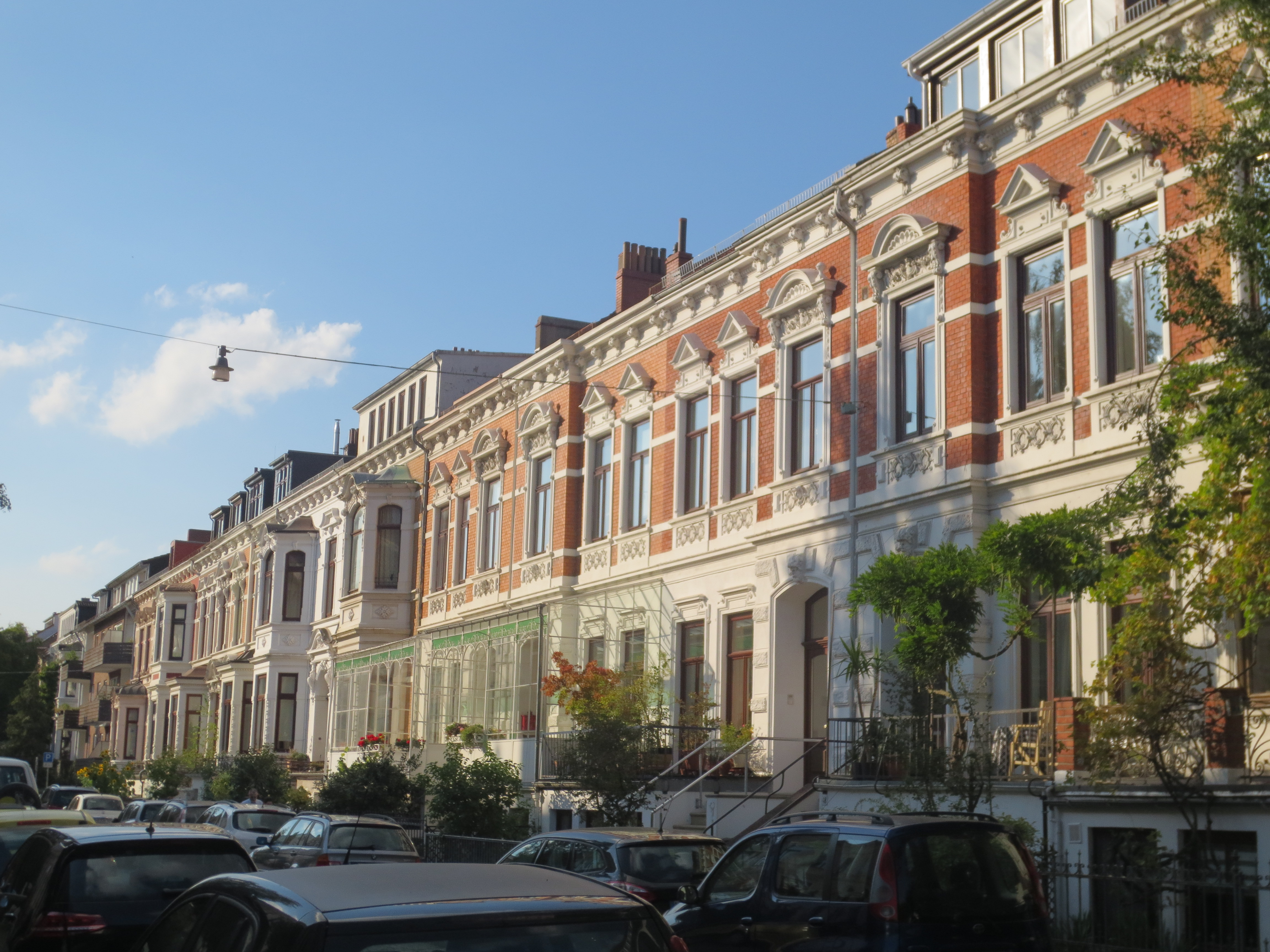
Wohnhausgruppe Feldstraße
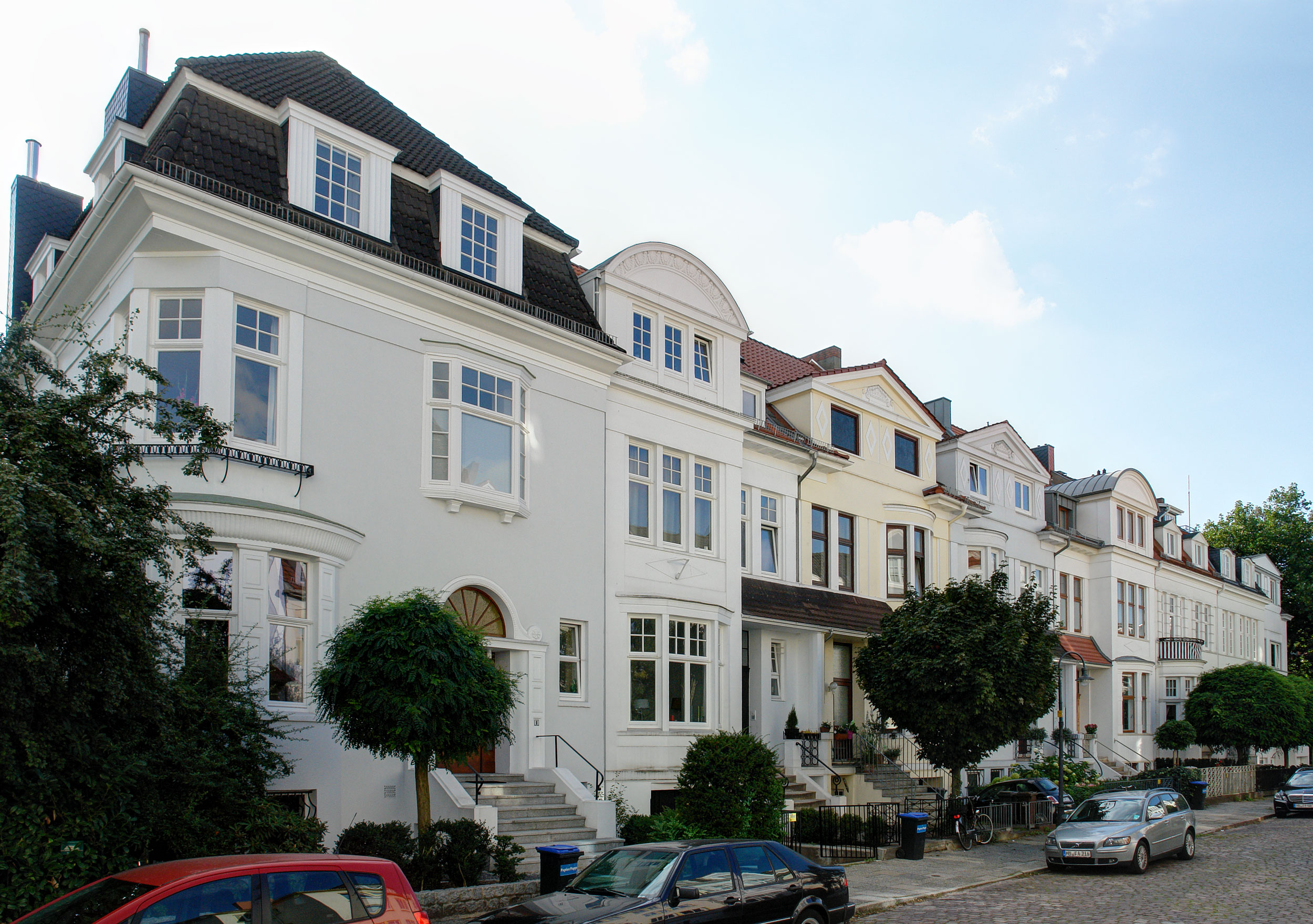
Wohnhausgruppe Delbrückstraße
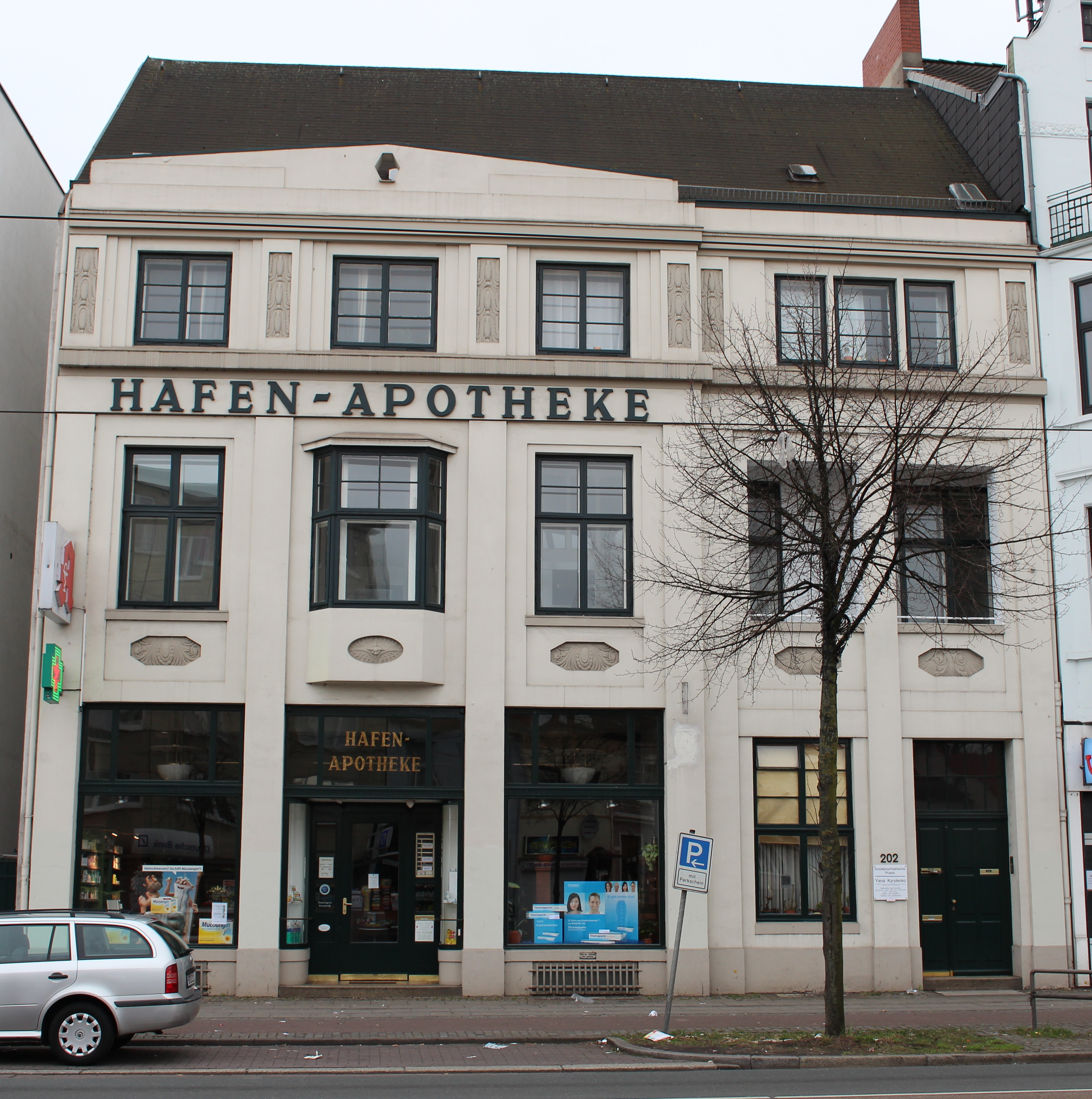
Hafen-Apotheke

Schwachhausen
- Wohnhausgruppe Blumenthalstraße 7–16: 1906–1909, Denkmaldatenbank des LfD Bremen
- Wohnhausgruppe Goebenstraße 1–32: 1900/02, Denkmaldatenbank des LfD Bremen
- Marie Bergmann-Brücke: 1938, Denkmaldatenbank des LfD Bremen
- Villa Klatte, Hollerallee 32: 1901, Denkmaldatenbank des LfD Bremen
- Villa Rocholl, Hollerallee 77: 1903, Denkmaldatenbank des LfD Bremen
- Wohnhausgruppe Delbrückstraße 1–18: 1906–1919, Denkmaldatenbank des LfD Bremen
- Ensemble Kaiser-Friedrich-Platz: 1902–1905, Denkmaldatenbank des LfD Bremen

Östliche Vorstadt
- Wohnhausgruppe Feldstraße, 30/32/34/36/38/40–50: 1895, Denkmaldatenbank des LfD Bremen

Gröpelingen
- Hafenapotheke, Gröpelinger Heerstraße 202: 1907, Denkmaldatenbank des LfD Bremen

Burglesum
- Haus Hohekamp, Burger Heerstraße 20: Umbau 1906, Denkmaldatenbank des LfD Bremen